# یواس‌اس نایکرباکر (اس‌پی-۴۷۹)
یواس‌اس نایکرباکر (اس‌پی-۴۷۹) (به انگلیسی: USS Knickerbocker (SP-479)) یک کشتی بود که طول آن ۱۱۰ فوت (۳۴ متر) بود. این کشتی در سال ۱۸۷۳ ساخته شد.